# 4549 Burkhardt
4549 Burkhardt eller 1276 T-2 är en asteroid i huvudbältet som upptäcktes den 29 september 1973 av den nederländsk-amerikanske astronomen Tom Gehrels och det nederländska astronomparet Ingrid van Houten-Groeneveld och Cornelis Johannes van Houten vid Palomarobservatoriet. Den är uppkallad efter den tyske astronomen Gernot Burkhardt.
Den tillhör asteroidgruppen Nysa.